# Unió Internacional de Radiodifusió
La Unió Internacional de Radiodifusió (nom oficial en francès: Union Internationale de Radiophonie, UIR) va ser una aliança de radiodifusores europees, establerta en 1925. Amb seu a la ciutat suïssa de Ginebra i seu tècnica a la ciutat belga de Brussel·les, la UIR tenia com a objectiu resoldre problemes internacionals relacionats amb la radiodifusió.
En 1940, l'equip de la UIR va ser evacuat de Brussel·les a Suïssa, però en 1941 va ser retornat a Brussel·les per sol·licitud alemanya, i més tard va ser utilitzat per la Wehrmacht per vigilar l'activitat de ràdio de les forces aliades. A conseqüència d'això, 13 països membres van deixar de cooperar amb la UIR després que quedés sota control alemany.
Després del final de la Segona Guerra Mundial, la UIR va ser desacreditada com a "amiga d'Alemanya" als ulls de molts antics estats membres. Al març de 1946, la Unió Soviètica va exigir la dissolució de la UIR i l'establiment d'una nova organització internacional de radiodifusió, en la qual tots els Estats satèl·lits de la URSS estarien representats amb dret a vot. 26 membres de la UIR van fundar l'Organització Internacional de Radiodifusió (coneguda comunament com OIR) el 28 de juny de 1946.
La disputa es va intensificar quan la Conferència Mundial de Radiocomunicacions de la Unió Internacional de Telecomunicacions (UIT) es va celebrar en 1947 a Atlantic City. Ambdues organitzacions, la OIR i la UIR, van exigir participar en aquesta reunió com a "experts tècnics". A ambdues organitzacions se'ls va negar aquest estatus i van ser admeses com a observadores sense dret a vot. La conferència europea de radiocomunicacions a Copenhaguen en 1948 va tenir resultats similars. Aquesta situació no va satisfer a cap de les parts.
La BBC no estava desitjosa d'unir-se a una nova associació que probablement seria dominada per la Unió Soviètica. A més, l'URSS va reclutar a algunes de les seves repúbliques membres com a estats independents i va donar a la URSS vuit vots en la nova organització. França tenia la intenció de fer el mateix per a les seves colònies d'Àfrica del Nord, la qual cosa li donaria quatre vots. Gran Bretanya només en tindria una.
En 1949, França, Països Baixos, Itàlia i Bèlgica van declarar la seva intenció d'abandonar la OIR. Molts països d'Europa Occidental van decidir formar una organització completament nova malgrat la desconfiança de la Gran Bretanya (en opinió d'alguns, la BBC volia dominar a la nova organització).
La UIR va ser oficialment dissolta en 1950, i els seus actius restants van ser transferits a la recentment establerta Unió Europea de Radiodifusió (EBU/UER). L'1 de gener de 1993, la OIR (canviada el nom com OIRT) es va fusionar amb la EBU/UER.